# Nasonovia castelleiae
Nasonovia castelleiae är en insektsart. Nasonovia castelleiae ingår i släktet Nasonovia och familjen långrörsbladlöss. Inga underarter finns listade i Catalogue of Life.